# 诺亚·里昂
诺亚·里昂（Noah Lyon，1979年9月11日—）是一位居住在纽约市的多学科艺术家。
诺亚·里昂毕业于库珀科学与艺术促进联盟，从事绘画、绘画、艺术家书籍、声音艺术和装置创作。他是减速暴动的创始人，这是一个由致力于艺术、音乐和哲学的激进人士组成的网络。他以几个不同的名字（最常见的是忍者博士）实践文化批评、转盘主义和掠夺主义的艺术。除了他的美术生涯外，他还创作了大量地下星历，包括《减速暴动》杂志、广播、CD-R、磁带、贴纸、传单、合作磁带音乐和按钮。他的作品被英国泰特美术馆和现代艺术博物馆、梅尼尔收藏馆和惠特尼美国艺术博物馆永久收藏。

## 绘画和图画
里昂作为一名艺术家被比作巴勃罗·毕加索，不是因为他的美学，而是因为他的作品所反映的野兽本能、亲密感和直观的嬉戏。 根据欧洲艺术评论家托马斯·米尔罗斯的说法，他的绘画内容更类似于希罗尼穆斯·博施的作品，“博施的想象力来自流行文化、新闻流、当代社会、国际政治和世界末日预言。 他的作品以其大胆的波普艺术意象、超现实主义和社会批评而闻名。 现实主义和社会批评。里昂经常将色彩鲜艳的极简主义与图像饱和的感官超负荷美学相碰撞。 他的作品经常出现在雷霆堡的纸上竞技。

## 诺亚·里昂纽扣
诺亚·里昂创建并继续开发一系列一英寸回针按钮，创造了数千种手绘设计和原创文本。这些按钮包含政治讽刺、荒诞主义宣传、社会批判和简单观察的混合体。它们由洛杉矶县艺术博物馆、马萨诸塞州当代艺术博物馆、新当代艺术博物馆和惠特尼美国艺术博物馆批量出售。

## 展会历史
诺亚·里昂在欧洲和美国的画廊和博物馆进行了广泛的展览，包括、巴塞尔艺术展、军械库展等。他的作品曾与安迪·沃霍尔、罗伯特·劳森伯格、肯尼思·安格和其他有影响力的美国艺术家一起参加博物馆展览。 